# Tsovategh
Tsovategh (in armeno Ծովատեղ?, in azero Zavadıx) è una piccola comunità rurale del distretto di Xocavənd, in Azerbaigian, fino al 2024 appartenente alla regione di Martuni nella repubblica dell'Artsakh (fino al 2017 denominata repubblica del Nagorno Karabakh).
Nel 2005 contava circa centocinquanta abitanti e sorge in una zona boscosa nei pressi del villaggio di Kherkhan.